# 恩賜終止論與恩賜持續論
恩賜終止論與恩賜持續論（英語：Cessationism versus continuationism），是在基督教神學上長期廣泛的討論內容，對於教會是否仍然可以使用屬靈恩賜，或者其運作是否隨著教會的使徒時代結束不久之後而停止，分成兩派討論。終止說法的概念最早出現在加爾文主義中，為了回應羅馬天主教奇跡的說法。現代討論更側重於在五旬節運動和靈恩運動中使用屬靈恩賜，儘管這種強調在早期出現的傳統中已經被教導過，如衛理公會。